# Chin (volk)

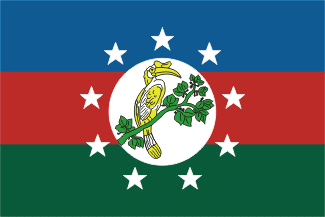
Vlag van de Chin-staat.

Chin is een verzamelnaam voor de etnische groepen die wonen in het heuvelgebied langs de grens van Myanmar (Birma) met India en Bangladesh. In Myanmar zijn het voornamelijk de bewoners van de dunbevolkte Chin-staat. De Chin spreken verschillende maar vergelijkbare Tibetobirmaanse talen en dialecten. Er zijn 1,5 miljoen Chin.

## Identiteit
De naam Chin, in een iets andere uitspraak en spelling Khyang, werd door de Birmezen en etnografen gebruikt voor een aantal bevolkingsgroepen waarvan de taal veel op elkaar leek. In India (Manipur) en Bangladesh wordt de term Kuki wel gebruikt, in Mizoram in India de term Mizo. Op basis van taalkundige criteria wordt onderscheid gemaakt tussen de Chins in het noordelijke, midden- en zuidelijke deel van de Chin-staat, en een Oud-Kukigroep in het westen ervan. Er worden ook wel zes groepen stammen van de Chin onderscheiden. Dit zijn dan de Asho, Sho, Khuami, Laimi, Mizo en Zomi.
De bevolking noemt zichzelf geen Chin, ze gebruikt voor de afzonderlijke groepen namen die zijn afgeleid van de klank Zo, Jo of Sho, bijvoorbeeld Zomi en Asho, en kent geen naam voor de gehele groepering van Chins.

## Geschiedenis
De sprekers van de Tibetobirmaanse talen zijn in opeenvolgende volksverhuizingen vanuit het huidige China naar het zuiden gekomen. Volgens de antropoloog Lehman, die in de jaren zestig uitgebreid literatuur- en empirisch onderzoek heeft gedaan, en koloniaal Birmaspecialist Gordon Luce, hebben de Chin zich vanaf ongeveer 2000 jaar geleden in verschillende fasen in het gebied gevestigd.  
De voorouders van de Chin vestigden zich in het eerste millennium in het Westen van de Birmese laagvlakte. Een groep arriveerde uiterlijk in de achtste eeuw in de vallei van de rivier de Chindwin. In het jaar 862 maakte de Chinese diplomaat Fan-Chuo melding van een koninkrijk in de Chindwinvallei, waarvan de prinsen Shou zouden heten. Dit wordt wel gezien als een vroeg historisch bewijs voor de aanwezigheid van het volk in de regio.  
Het woongebied van deze groep Chin strekte toen tot aan de rivier de Irriwaddy in het oosten. Rond de tiende eeuw is er een duidelijk cultureel onderscheid tussen de Chin en bijvoorbeeld de Birmezen. Overtuigende aanwijzingen voor hun aanwezigheid, zijn inscripties in het Birmese Pagan uit de elfde eeuw, die verwijzen naar Chin in de vallei van de Chindwin.  De Mongoolse invasies kwamen tot aan de rand van hun woongebied. Het Birmese rijk en Pagan werden in 1287 veroverd. In de veertiende eeuw hadden de Chin de benedenloop van de Chindwin verlaten, en zich gevestigd aan de bovenloop, de vallei van de Kale, en in de heuvels in het westen hiervan. Er is dan sprake van een hoofdstad Khampat. Het woongebied van de Chin in de Kalevallei wordt aan het eind van de veertiende eeuw bezet door de Shan. De Shan weten dit gebied bezet te houden tot de verovering door de Engelsen aan het eind van de negentiende eeuw. Er wordt wel geopperd dat gevluchte Chins het gebied rond Tiddim hebben bevolkt. Andere gebieden ontlopen de annexatie door de Shan. Ze worden uiteindelijk in 1887 bezet met de Britse kolonisatie van Birma, en zijn rond 1894 definitief onderworpen. In Myanmar wordt de Chin Special Division uiteindelijk Chin-staat. In India heeft de deelstaat Mizoram een bijna volledig Chinbevolking (Mizo, Lusai, Mara).

#### Zelfbeschikking
In India had een deel van de Mizo (Chin) een beperkte autonomie sinds de onafhankelijkheid van het land. Tijdens de Mautam hongersnood in 1959, had het Mizo National Famine Front een grote rol gespeeld in de hulpverlening. Met de grotere invloed die het hierdoor onder de bevolking had, vormde het zich in de jaren zestig om tot het Mizo National Front, dat volledige onafhankelijkheid nastreefde van een Mizoland, of mizoram. Hoewel de organisatie in 1967 verboden werd, leidde het onafhankelijkheidsstreven uiteindelijk in 1987 tot erkenning van Mizoram als een van de staten van India.
Bij het einde van de Britse bezetting in 1947, viel het oosten van het woongebied van de Chin onder de Birmese Unie. Hierin zou de bevolking, volgens het Akkoord van Panglong, met de Kachin en de Shan, inspraak hebben. Dit laatste is echter een dode letter gebleven. Er zijn  in Chin-staat kleinschalige gewapende conflicten geweest met het regeringsleger. Een groep als het Chin National Front, die een gewapende tak heeft, werkt voornamelijk vanuit India, en beheerst geen gebied.
In Bangladesh woont een klein aantal Chin in de Chittagong Hill Tracts (Bawm, Lusai, Khyang, Khumi, Mru, Pankhua groepen). Hun belangen komen overeen met die van andere, grotere, bevolkingsgroepen die dit gebied van oudsher bewonen, zoals de Chakma, de Arakanezen en de Garo. Een gewapende strijd van 20 jaar leidde in 1997 tot een akkoord waarin deze verschillende groepen vertegenwoordigd zijn in een Chittagong Hill Tracts Regional Council, die belast werd met het bestuur van de drie districten van het gebied. 

## Economie en cultuur
Omdat de verschillende stammen die er binnen de zuidelijke Chingroep bestaan, elkaar niet altijd goed gezind waren, hebben deze zich nooit in groter verband georganiseerd. Ze waren armer dan de bevolking in het noorden, en stonden in nauw contact met de Birmese bevolking. In het noorden had de bevolking meer afstand in zijn (handels- of vijandig) contact met de Birmezen. In het zuiden overwoog het kleine particuliere grondbezit, en werd voornamelijk rijst verbouwd. In het noorden bewerkte de boer het maïsveld, dat vaak niet zijn eigendom was, maar toebehoorde aan de lokale leider. De samenleving is patrilineair. De jongste zoon heeft, formeel, prioriteit in de erfenis.
Een groot deel van de Chin bedrijft van oudsher landbouw. Rijst, maïs en gierst zijn belangrijke gewassen. Van de gierst werd ook bier gebrouwen. Land werd verkregen door een stuk oerbos te kappen. Na een aantal jaren werd de bebouwde grond verlaten, en een volgend stuk bos ontgonnen. Deze werkwijze wordt wel jum genoemd in India, en lotuah in Bangladesh. Vee wordt gehouden voor de melk. De mithan is een plaatselijke rundersoort. Bamboe is in overvloed aanwezig, en werd bijvoorbeeld gebruikt voor waterleidingen naar de dorpen. Het bamboe bloeit eens in de 48 jaar. De overvloed aan bloesem veroorzaakt dan een rattenplaag. Omdat de ratten ook de oogst opeten, wordt dit weer gevolgd door een hongersnood. Dit is zo gebeurd in 1959 (Mautam hongersnood in Mizoram) en in 2008 (in Chin staat). De Chin hebben een lange weeftraditie.
De Chinvolkeren zijn sinds 1900 in groten getale bekeerd tot het christendom door Amerikaanse en Europese zendelingen. Dit heeft een aanzienlijke omslag in de cultuur bewerkstelligd. De meerderheid van de bevolking heeft, met deze religie, veel van de Amerikaanse en Europese cultuur overgenomen. Tradities die in strijd leken met de nieuwe godsdienst, zijn verdwenen.
Voor de komst van het christendom was de ethiek van de Chin gebaseerd op het concept van (Mizo) Tlawmngaihna, waarin onzelfzuchtigheid en gastvrijheid centraal staat. Een ander gebruik dat voor het christendom bestond, is kenmerkend voor meer oude volkeren in de regio, niet specifiek de Chin: Jongens woonden vanaf hun vijftiende jaar niet bij hun ouders, maar samen in "vrijgezellenhuizen" (Mizo: Zawlbuk) bij elkaar. Hier leerden ze de vaardigheden die ze als volwassene in de maatschappij nodig hadden, zoals jagen, bestuur van het dorp, worstelen, en, in het algemeen, een levenshouding. Ze waren vrij om 's avonds hun vriendinnetjes op te zoeken. Het traditionele rijstebier, zu was tot de 20e eeuw de nationale drank bij de Mizo, maar heeft het met de komst van de Christenen afgelegd tegen thee als populairste drank.
Traditioneel hadden veel vrouwen gezichtstatoeages. Dit komt, of kwam, ook veel voor bij naburige oude volkeren, zoals vele Adivasi in India (Kondh), en Tai-Kadaitalen sprekende volkeren in Zuid-China en in Zuidoost-Azië tot in Taiwan. (Ainu in Japan, Atayal in Taiwan, historisch Yue, Gelao, Dulong in Yunnan ). Tatoeagemotieven verschillen per bevolkingsgroep. In het zuiden van Chin-staat, hadden de Dai traditioneel blauwige tatoeages met veel stippen, de Matu zwarte motieven op voorhoofd en wangen, met drie of vijf verticale strepen en de Mün motieven met grote ringen op nek en gezicht. De permanente versieringen werden in de puberteit aangebracht als rite de passage. Met de veranderde, christelijke, visie van de vorige eeuw, werd de legende dat gezichtstatoeages vroeger dienden om vrouwen er met opzet lelijker door te maken, om ontvoering door Birmese of lokale leiders te ontmoedigen.
In de nieuwe christelijke cultuur van de Chin zijn nog wel traditionele elementen terug te vinden. Bijbelse en oude chinmythen zijn soms met elkaar verweven. Een voorbeeld hiervan is de ontwikkeling van de Bnei-Manasebeweging, die enige duizenden leden in Mizoram telt. In de legenden van de Chin heet de herkomst van het volk Chhinlung. Hier was er een hol in de grond, waaruit de mensen zijn gekomen, en geëmigreerd naar Chinland. In 1951 krijgt in Mizoram de hoofddeken van de Verenigde Pinkstergemeente, in een dorp ten noorden van de hoofdstad Aizawl, een visioen dat de Mizo een van de mythische tien stammen van Israël uit de bijbel zouden zijn. Het idee is later uitgewerkt. Volgelingen zien zich als nakomelingen van de figuur Manasse in deze geschriften (Bnei-Menashe). Veel Chinofferzangen kenden de naam Manase, wat mogelijkerwijs tot deze keus geleid heeft. In aansluiting bij de legende, werd het verhaal nu dat zij in vroeger tijden in China terechtgekomen waren, waar zij zich voor onderdrukking in grotten moesten schuilhouden, voordat ze zuidwaarts naar het huidige chinland vertrokken. Veel volgelingen volgen de Joodse religie correct, en duizenden zijn naar Israël en de bezette gebieden geëmigreerd.
De Cheraw is de Mizonaam voor een traditionele dans waarbij bamboestaken over de dansvloer bewogen worden, waar de dansers tussendoor dansen. Trommels en gongs zijn de hierbij gebruikte instrumenten. De neusfluit is een instrument dat in het zuiden van Chinstaat nog wel wordt bespeeld. 